# Ugolino Martelli (1519-1592)

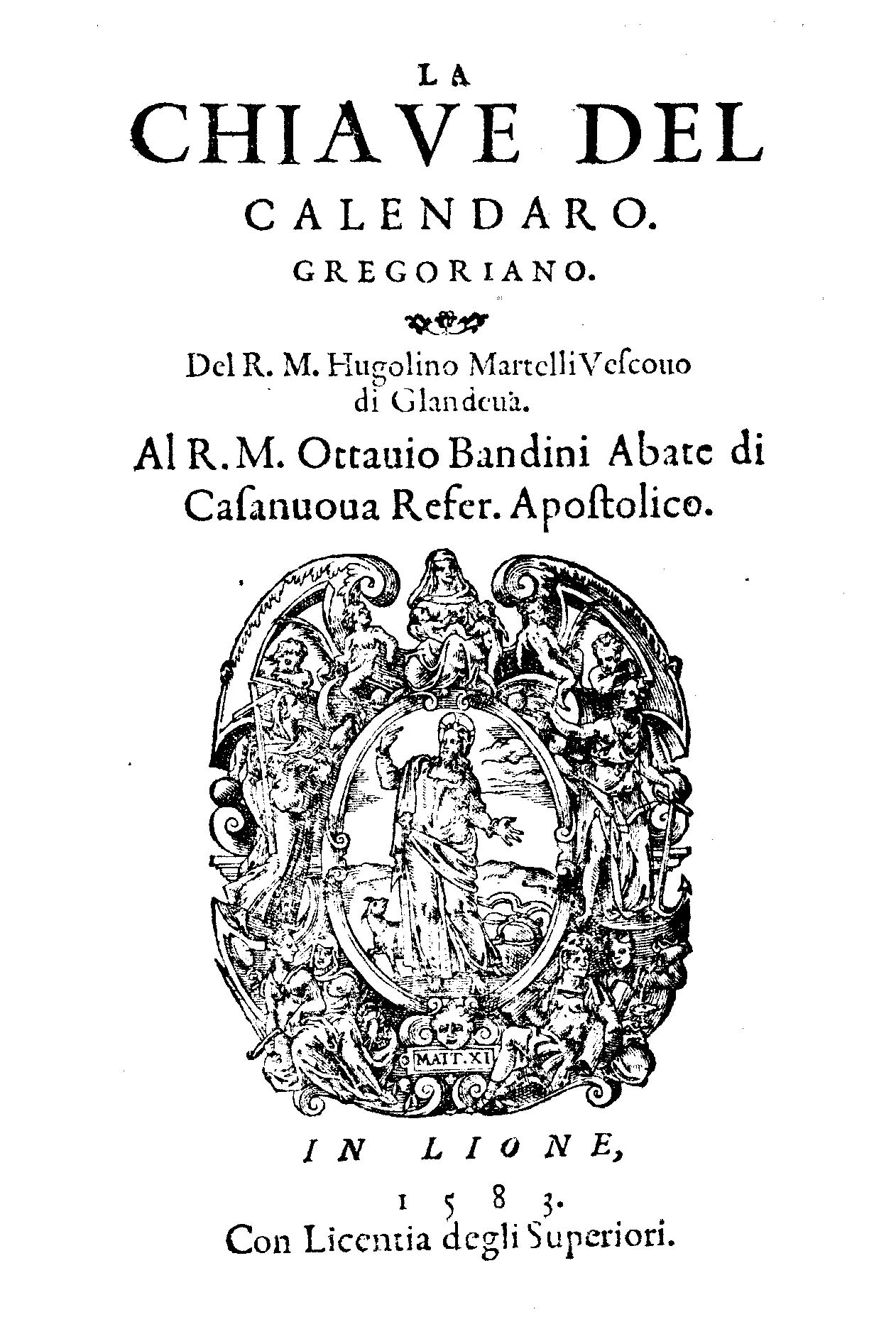
Chiave del calendaro gregoriano, 1583

Ugolino Martelli (Firenze, 21 settembre 1519 – Empoli, 1º novembre 1592) è stato un umanista e vescovo cattolico italiano, esponente della famiglia Martelli.

## Biografia
Fu console dell'Accademia Fiorentina nel 1544 e nel 1572 gli venne offerto l'incarico di vescovo di Glandèves in Provenza, che tenne dal 1572 al 1591, dopo rinuncia, anche se già dal 1578 era tornato in Italia per dedicarsi alle lettere.
Partecipò alla compilazione del Calendario gregoriano.
Fu ritratto tra il 1534 e il 1538 da Agnolo Bronzino in abiti civili, dipinto conservato alla Gemäldegalerie di Berlino. Nell'emblematico ritratto in vesti nere (secondo la più aggiornata moda dell'epoca), egli tiene in mano un libretto con scritto Pietro Bembo, riferimento al contemporaneo letterato.  Un altro ritratto, di autore fiorentino anonimo, si trova alla National Gallery di Washington.

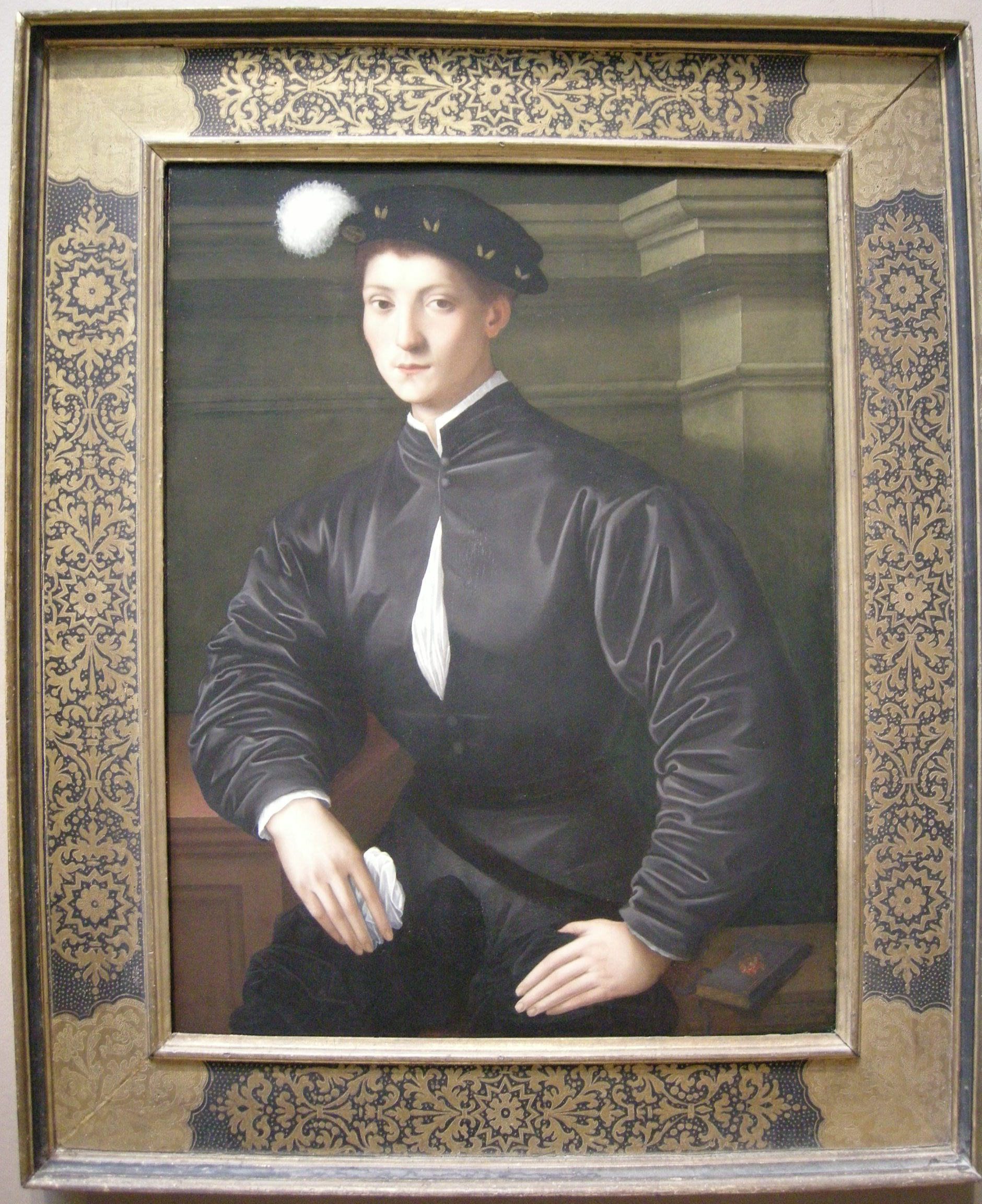
Il ritratto alla National Gallery of Art, Washington

## Opere
- Ugolino Martelli, Chiave del calendaro gregoriano, In Lione, sn, 1583. URL consultato il 13 giugno 2015.